# نونو فرشائو
نونو فرشائو (انگلیسی: Nuno Frechaut؛ زادهٔ ۲۴ سپتامبر ۱۹۷۷) یک بازیکن فوتبال اهل پرتغال است.
وی همچنین در تیم ملی فوتبال پرتغال و در جام جهانی ۲۰۰۲ بازی کرده‌است.